# Molino de La Venera
El Molino de La Venera, en la ría de Ajo del municipio de Bareyo (Cantabria, España), es un Bien de Interés Cultural, por Decreto 133/2002, de 31 de octubre. Se trata de un molino de mareas construido en 1753, y además de este se ha delimitado un entorno de protección, que linda: al norte, con el río Campiazo, 15 metros desde la línea de fachada; al sur, también con el oCampiazo, 15 metros desde la línea de fachada; al este, con la carretera regional de Meruelo al puente de La Venera, y al oeste, con camino de servidumbre al pueblo de Bareyo. Se pretende de esta manera conservar y proteger un inmueble que se inserta en un medio natural y paisajístico de gran originalidad y valor, así como su correcta contemplación e interpretación.